# Abraxas liliput
Abraxas liliput là một loài bướm đêm trong họ Geometridae.